# Walerij Zykow
Walerij Borysowicz Zykow (ros. Валерий Борисович Зыков, ur. 24 lutego 1944 w Gorkim) – rosyjski piłkarz grający na pozycji obrońcy. W swojej karierze rozegrał 4 mecze w reprezentacji Związku Radzieckiego.

## Kariera klubowa
Karierę piłkarską Zykow rozpoczął w klubie Wołga Gorki. W 1963 roku zadebiutował w jego barwach w radzieckiej pierwszej lidze. W 1964 roku grał z Wołgą w Wysszej Lidze, a w 1965 – ponownie w pierwszej.
W 1966 roku Zykow odszedł z Wołgi do Dinama Moskwa. W 1967 roku zdobył z Dinamem Puchar Związku Radzieckiego. W 1970 roku powtórzył to osiągnięcie. W latach 1967 i 1970 wywalczył też dwa wicemistrzostwa kraju. W 1972 roku wystąpił z Dinamem w przegranym 2:3 finale Pucharze Zdobywców Pucharów ze szkockim Rangers. W zespole Dinama grał do końca sezonu 1975. Wtedy też zakończył swoją karierę sportową.
| Sezon | Klub          | Kraj | Rozgrywki     | Mecze | Bramki |
| ----- | ------------- | ---- | ------------- | ----- | ------ |
| 1963  | Wołga Gorki   | ZSRR | Pierwaja Liga | ?     | ?      |
| 1964  | Wołga Gorki   | ZSRR | Wysszaja Liga | ?     | ?      |
| 1965  | Wołga Gorki   | ZSRR | Pierwaja Liga | ?     | ?      |
| 1966  | Dinamo Moskwa | ZSRR | Wysszaja Liga | 20    | 0      |
| 1967  | Dinamo Moskwa | ZSRR | Wysszaja Liga | 32    | 0      |
| 1968  | Dinamo Moskwa | ZSRR | Wysszaja Liga | 30    | 0      |
| 1969  | Dinamo Moskwa | ZSRR | Wysszaja Liga | 26    | 0      |
| 1970  | Dinamo Moskwa | ZSRR | Wysszaja Liga | 28    | 0      |
| 1971  | Dinamo Moskwa | ZSRR | Wysszaja Liga | 21    | 1      |
| 1972  | Dinamo Moskwa | ZSRR | Wysszaja Liga | 20    | 0      |
| 1973  | Dinamo Moskwa | ZSRR | Wysszaja Liga | 17    | 0      |
| 1974  | Dinamo Moskwa | ZSRR | Wysszaja Liga | 16    | 0      |
| 1975  | Dinamo Moskwa | ZSRR | Wysszaja Liga | 3     | 0      |

## Kariera reprezentacyjna
W reprezentacji Związku Radzieckiego Zykow zadebiutował 6 maja 1970 w zremisowanym 0:0 towarzyskim meczu z Bułgarią. W 1970 roku został powołany do kadry na Mistrzostwach Świata w Meksyku. Na tym turnieju był rezerwowym i nie wystąpił w żadnym spotkaniu. Od 1970 do 1971 roku rozegrał w kadrze narodowej 4 mecze.
| Mecze i gole w reprezentacji | Mecze i gole w reprezentacji | Mecze i gole w reprezentacji | Mecze i gole w reprezentacji | Mecze i gole w reprezentacji | Mecze i gole w reprezentacji | Mecze i gole w reprezentacji |
| #                            | Data                         | Stadion                      | Rywal                        | Wynik                        | Gol                          | Rozgrywki                    |
| 1970                         | 1970                         | 1970                         | 1970                         | 1970                         | 1970                         | 1970                         |
| ---------------------------- | ---------------------------- | ---------------------------- | ---------------------------- | ---------------------------- | ---------------------------- | ---------------------------- |
| 1.                           | 06.05.1970                   | Sofia, Bułgaria              | Bułgaria                     | 0:0                          | 0                            | towarzyski                   |
| 1971                         |                              |                              |                              |                              |                              |                              |
| 2.                           | 30.05.1971                   | Moskwa, ZSRR                 | Hiszpania                    | 2:1                          | 0                            | el. ME 1972                  |
| 3.                           | 07.06.1971                   | Moskwa, ZSRR                 | Cypr                         | 6:1                          | 0                            | el. ME 1972                  |
| 4.                           | 22.09.1971                   | Moskwa, ZSRR                 | Irlandia Północna            | 1:0                          | 0                            | el. ME 1972                  |